# Brit trónöröklési rend

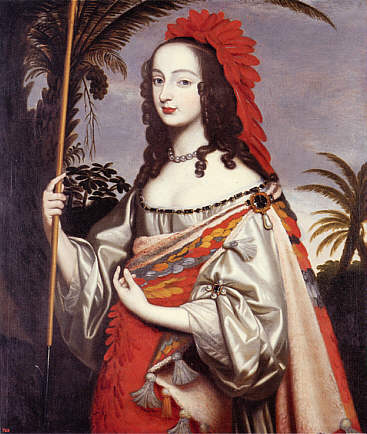
Zsófia hannoveri választófejedelemné (1630–1714)

A brit trónöröklési rend határozza meg, hogy kik és milyen sorrendben követhetik egymást Nagy-Britannia és a vele perszonálunióban lévő, a brit korona alá tartozó nemzetközösségi országok (commonwealth realm) trónján.
A trónöröklési rendet Nagy-Britanniában az 1701-es örökösödési törvény (Act of Settlement), az 1772-es Royal Marriages Act és a szokásjog szabályozza, amelyeket néhány pontban 2015-ben megváltoztattak. A továbbiakban a trónöröklési rendben nem élveznek előnyt a fiúutódok és nem kerülnek kizárásra azok, akik római katolikussal házasodnak. A következőképpen:
- A trónöröklés Zsófia hannoveri választófejedelemné törvényes leszármazottaira korlátozódik. Az a személy, aki házasságon kívül született, elveszti jogosultságát a trónöröklésre és utódainak sem ad át semmilyen jogosultságot.[2][3]
- A trónra lépés pillanatában a trónörökösnek protestáns vallásúnak és az anglikán egyház tagjának kell lennie.

A fenti szabályokat alkalmazzák az uralkodó tanácsosainak (Counsellor of State), illetve szükség esetén az uralkodót helyettesítő régens kiválasztására is (utóbbit az 1937-es Regency Act alapján).

## Változások a trónöröklési rendben
- 2015. március 26.: 
A trónöröklési sorrendben megszűnik a fiúutódok elsőbbsége. A 2011. október 28. után születetteknél már csak a születés időpontja számít, nem pedig az utódok neme. 
A változtatás kimondja, hogy nem zárható ki a trónöröklési rendből az a személy, aki római katolikussal házasodik. Ezért visszakerül az örökösödési rendbe George Windsor és Mihály kenti herceg. 
 A változtatások közt szerepel továbbá, hogy csak a trónöröklési sorrend első 6 személyének kell kikérni a mindenkori uralkodó engedélyét a házasságra. Ha ezt nem teszi meg vagy az uralkodó nem járul hozzá, akkor kizárják a trónöröklési sorrendből, de a házasság érvényes marad.
- 2015. május 2.: 
Sarolta brit királyi hercegnő a születésekor bátyja után, a trónöröklési rend negyedik helyét foglalta el. Az öröklési rendben következő (Henrik brit királyi herceg) és a mögötte levők egy hellyel hátrébb kerültek.
- 2018. április 23.: 
Lajos brit királyi herceg a születésekor – a három évvel korábbi változtatásnak megfelelően – nem került nővére, Sarolta elé, hanem a trónöröklési rend ötödik helyét foglalta el. Az őt követők eggyel hátrébb kerültek.

## Trónöröklési rend
Jelenlegi uralkodó: III. Károly
1. Vilmos walesi herceg (szül. 1982; Károly király fia)
2. György brit királyi herceg (szül. 2013; Vilmos herceg fia)
3. Sarolta brit királyi hercegnő (szül. 2015; Vilmos herceg lánya)
4. Lajos brit királyi herceg (szül. 2018. április 23.; Vilmos herceg fia; az első, aki már nem előzi meg a nővérét a sorban)[5][6]
5. Henrik sussexi herceg (szül. 1984; Károly király fia)
6. Archie brit királyi herceg (szül. 2019; Henrik herceg fia)
7. Lilibet brit királyi hercegnő (szül. 2021; Henrik herceg lánya)
8. András yorki herceg (szül. 1960; II. Erzsébet második fia)
9. Beatrix brit királyi hercegnő (szül. 1988; András herceg lánya)
10. Sienna Mapelli Mozzi (szül. 2021; Beatrix hercegnő lánya)
11. Athena Mapelli Mozzi (szül. 2025; Beatrix hercegnő lánya)[7]
12. Eugénia brit királyi hercegnő (szül. 1990; András herceg lánya)
13. August Brooksbank (szül. 2021; Eugénia hercegnő fia)
14. Ernest Brooksbank (szül. 2023; Eugénia hercegnő második fia)
15. Eduárd edinburgh-i herceg (szül. 1964; II. Erzsébet harmadik fia)
16. Jakab wessexi gróf (szül. 2007; Eduárd herceg fia)
17. Louise Windsor (szül. 2003; Eduárd herceg lánya)
18. Anna brit királyi hercegnő (szül. 1950; II. Erzsébet lánya)
19. Peter Phillips (szül. 1977; Anna hercegnő fia)
20. Savannah Phillips (szül. 2010; Peter Phillips lánya)
21. Isla Phillips (szül. 2012; Peter Phillips lánya)
22. Zara Tindall (szül. 1981; Anna hercegnő lánya)
23. Mia Tindall (szül. 2014; Zara Phillips lánya)
24. Lena Tindall (szül. 2018; Zara Phillips lánya)
25. Lucas Tindall (szül. 2021; Zara Phillips fia; II. Erzsébet leszármazottai közt másodszor fordul elő, hogy fiúgyerek nem kerül a nővérei elé a sorban)

## Fordítás
- Ez a szócikk részben vagy egészben  a   Line of succession to the British throne című angol Wikipédia-szócikk ezen változatának fordításán alapul.  Az eredeti cikk szerkesztőit annak laptörténete sorolja fel. Ez a jelzés csupán a megfogalmazás eredetét és a szerzői jogokat jelzi, nem szolgál a cikkben szereplő információk forrásmegjelöléseként.